# Premiul pentru cel mai bun regizor (Festivalul Internațional de Film de la Cannes)
Premiul pentru cel mai bun regizor (Festivalul Internațional de Film de la Cannes) (franceză: Prix de la mise en scène) a fost acordat prima oară în 1946. Acest premiu este acordat anual de către un juriu ce analizează filmele aflate în competiție la Festivalul de Film de la Cannes. Premiul onorează regizorul considerat cel mai bun.

## Lista câștigătorilor
| An   | Film                                               | Regizor                     |
| ---- | -------------------------------------------------- | --------------------------- |
| 1946 | Luptătorii din umbră                               | René Clément                |
| 1947 | nu s-a acordat                                     |                             |
| 1948 | festivalul n-a avut loc                            |                             |
| 1949 | Zidurile din Malapaga                              | René Clément                |
| 1950 | festivalul n-a avut loc                            |                             |
| 1951 | Los Olvidados                                      | Luis Buñuel                 |
| 1952 | Fanfan la Tulipe                                   | Christian-Jaque             |
| 1953 | nu s-a acordat                                     |                             |
| 1954 | nu s-a acordat                                     |                             |
| 1955 | Rififi                                             | Jules Dassin                |
| 1955 | Heroes of Shipka                                   | Sergei Vasilyev             |
| 1956 | Othello                                            | Sergei Yutkevich            |
| 1957 | Un condamnat la moarte a evadat                    | Robert Bresson              |
| 1958 | Brink of Life                                      | Ingmar Bergman              |
| 1959 | Cele 400 de lovituri                               | François Truffaut           |
| 1960 | nu s-a acordat                                     |                             |
| 1961 | Chronicle of Flaming Years (Povest plamennykh let) | Yuliya Solntseva            |
| 1962 | nu s-a acordat                                     |                             |
| 1963 | nu s-a acordat                                     |                             |
| 1964 | nu s-a acordat                                     |                             |
| 1965 | Pădurea spânzuraților                              | Liviu Ciulei                |
| 1966 | Lenin in Poland (Lenin v Polshe)                   | Sergei Yutkevich            |
| 1967 | Ten Thousand Days (Tízezer nap)                    | Ferenc Kósa                 |
| 1968 | festivalul n-a avut loc                            |                             |
| 1969 | Antônio das Mortes                                 | Glauber Rocha               |
| 1969 | All My Compatriots                                 | Vojtech Jasny               |
| 1970 | Leo the Last                                       | John Boorman                |
| 1971 | nu s-a acordat                                     |                             |
| 1972 | Red Psalm (Még kér a nép)                          | Miklós Jancsó               |
| 1973 | nu s-a acordat                                     |                             |
| 1974 | nu s-a acordat                                     |                             |
| 1975 | Orders                                             | Michel Brault               |
| 1975 | Section spéciale                                   | / Costa Gavras              |
| 1976 | Brutti, sporchi e cattivi                          | Ettore Scola                |
| 1977 | nu s-a acordat                                     |                             |
| 1978 | Empire of Passion                                  | Nagisa Oshima               |
| 1979 | Zile în paradis                                    | Terrence Malick             |
| 1980 | nu s-a acordat                                     |                             |
| 1981 | nu s-a acordat                                     |                             |
| 1982 | Fitzcarraldo                                       | Werner Herzog               |
| 1983 | L'Argent                                           | Robert Bresson              |
| 1983 | Nostalghia                                         | Andrei Tarkovsky            |
| 1984 | A Sunday in the Country                            | Bertrand Tavernier          |
| 1985 | Rendez-vous                                        | André Téchiné               |
| 1986 | O noapte ciudată                                   | Martin Scorsese             |
| 1987 | Wings of Desire                                    | Wim Wenders                 |
| 1988 | Sur                                                | Fernando Solanas            |
| 1989 | Vremea țiganilor                                   | Emir Kusturica              |
| 1990 | Taxi Blues                                         | Pavel Lungin                |
| 1991 | Barton Fink                                        | Joel Coen                   |
| 1992 | The Player                                         | Robert Altman               |
| 1993 | Naked                                              | Mike Leigh                  |
| 1994 | Caro diario                                        | Nanni Moretti               |
| 1995 | La Haine                                           | Mathieu Kassovitz           |
| 1996 | Fargo                                              | Joel Coen                   |
| 1997 | Happy Together                                     | Wong Kar-wai                |
| 1998 | The General                                        | John Boorman                |
| 1999 | Totul despre mama mea                              | Pedro Almodóvar             |
| 2000 | Yi Yi                                              | Edward Yang                 |
| 2001 | The Man Who Wasn't There                           | Joel Coen                   |
| 2001 | Mulholland Drive                                   | David Lynch                 |
| 2002 | Chi-hwa-seon                                       | Im Kwon-taek                |
| 2002 | Punch-Drunk Love                                   | Paul Thomas Anderson        |
| 2003 | Elephant                                           | Gus Van Sant                |
| 2004 | Exils                                              | Tony Gatlif                 |
| 2005 | Caché                                              | Michael Haneke              |
| 2006 | Babel                                              | Alejandro González Iñárritu |
| 2007 | The Diving Bell and the Butterfly                  | Julian Schnabel             |
| 2008 | Üç Maymun                                          | Nuri Bilge Ceylan           |
| 2009 | Kinatay                                            | Brillante Mendoza           |
| 2010 | On Tour                                            | Mathieu Amalric             |
| 2011 | Drive                                              | Nicolas Winding Refn        |
| 2012 | Post Tenebras Lux                                  | Carlos Reygadas             |
| 2013 | Heli                                               | Amat Escalante              |
| 2014 | Foxcatcher                                         | Bennett Miller              |
| 2015 | The Assassin                                       | Hsiao-Hsien Hou             |
| 2016 | Bacalaureat                                        | Cristian Mungiu             |
| 2016 | Personal Shopper                                   | Olivier Assayas             |
| 2017 | The Beguiled                                       | Sofia Coppola               |
| 2018 | Cold War                                           | Paweł Pawlikowski           |
| 2019 | Young Ahmed                                        | Jean-Pierre și Luc Dardenne |

## Câștigători de mai multe ori
- Joel Coen (with Ethan Coen, non-credited) (1991, 1996, 2001)
- René Clément (1946, 1949)
- Sergei Yutkevich (1956, 1966)
- Robert Bresson (1957, 1983)
- John Boorman (1970, 1998)

## Legături externe
- Cannes Film Festival official website
- Cannes Film Festival at IMDb.